# Єсипенко Микола Романович
Микола Рома́нович Єсипе́нко (нар. 26 січня 1959, Київ) — український скульптор.

## Біографія
Микола Романович Єсипенко народився 26 січня 1959 року в Києві.
1984 року закінчив факультет скульптури Київського художнього інституту (нині НАОМА — Національна академія образотворчого мистецтва і архітектури). Педагог із фаху — Валентин Борисенко.
У 1987—1989 роках був стипендіатом Спілки художників СРСР.
Від 1987 року — член Спілки художників України.

## Основні твори
- «Хмарний край» (1988),
- «Велика тінь воїна» (1993),
- «Королева краси» (2000),
- «Ангел охоронець» (2000), «Рицар» (2001).

## Виставки
Брав участь у міжнародних та українських симпозіумах по каменю, у міжнародних та українських художніх виставках.
- 1995 рік — персональна виставка в Музеї російського мистецтва в Києві.
- 1990 рік — виставка «В степах України». Мюнхен. Німеччина.
- 1985 рік — встановлено декоративну композицію «Гончар». Троєщина. Київ.
- 1987 рік — встановлено меморіальний пам'ятник актору Задніпровському. Київ.
- 1985 рік — встановлено бронзову півфігуру Іллі Рєпіна. Місто Чугуїв. Україна.
- 1990 рік — встановлено декоративну композицію «Знак сили». Рейнсхарсдорф. Німеччина.
- 1991 рік — встановлено декоративну композицію «Вузли на хресті». Харків. Україна.
- 1992 рік — встановлено декоративну композицію «Торс Диметри». Київ. Україна.
- 2001 рік — встановлено декоративну композицію «Будівельник». Київ, Оболонь. Україна.
- 1989 рік — встановлено декоративну композицію «Ікар». Теофіполь. Україна.
- 2004 рік — встановлено бюст Тараса Шевченка. Тараща. Україна.
- 2005 рік — встановлено меморіальний пам'ятник М. Бондар. Київ. Україна.
- 2007 рік — встановлено меморіальний пам'ятник О. Григоренко. Київ. Україна.
- 2007 рік — відкрив постійно-діючу експозицію YESS COLLECTION GALLERY.
- 2007 рік — створено новий сайт MRYESS.COM.
- 2007 рік — виставка «Арт-Київ. Парад галерей». Український дім. Київ
- 2008 рік — виставка «Арт-Київ. Великий скульптурний салон». Український дім. Київ.
- 2008 рік — виставка LUXURY TAMPTATION. Київ.

Роботи зберігаються в музеях:
- Національний музей Українського мистецтва. Київ. Україна.
- Київський державний музей Російського мистецтва. Київ. Україна.
- Національний музей Словенії.
- Хмельницький художній музей. Україна.
- Музей релігії. Львів. Україна.
- Луцький художній музей. Україна.
- Луганський художній музей. Україна.
- Дирекція виставок Спілки художників України. Київ.
- Фонди Спілки художників Росії. Москва.
- Корсунь-Шевченський музей. Україна.
- Миколаївський художній музей. Україна.
- Музей-садиба Іллі Репіна. Чугуїв. Україна.
- «Marsvinsholm» культурний центр. Мальме. Швеція.
- «Fussian art distribution» галерея. Пітсбург. США.

## Фільми про Єсипенка
- 2001 рік — фільм «Скульптор М. Єсипенко» (Київ. Асоціація засобів масової інформації).
- 2002 рік — фільм «Творчість скульптора Миколи Єсипенка» (товариство «ТЕЛЕКОМ», «Держава і право», програма «Зодчий»).
- 2007 рік — фільм-нарис «Скульптура Миколи Єсипенка» (товариство «ТЕЛЕКОМ», програма «Зодчий»).
- 2008 рік — фільм-нарис «В майстерні скульптора М. Єсипенка» (товариство «ТЕЛЕКОМ», програма «Зодчий»).